# 瓦爾特·韋弗 (將軍)
瓦爾特·韋弗（德語：Walther Wever，1887年11月11日—1936年6月3日）是納粹德國的一名空軍中將，曾任空軍參謀長，也是德軍少數推動戰略轟炸的軍官之一。

## 生平

### 早年生涯
韋弗於1887年11月11日出生於波森省布龍貝格行政區的威廉索特（Wilhelmsort，現在的波蘭中北部），父親阿諾德·韋弗（Arnold Wever）是德意志清算銀行的董事会主席，而祖父卡爾·格奥尔格·韋弗博士（Dr. Carl Georg Wever）則是普魯士王国总檢察官。韋弗在他最後的中學考試通過後，成為了希维德尼察的軍校學生，之後參加了第一次世界大戰。戰後曾參與過卡普政變，之後又加入了陸軍，1931年後進入了總參謀部。

### 空軍生涯

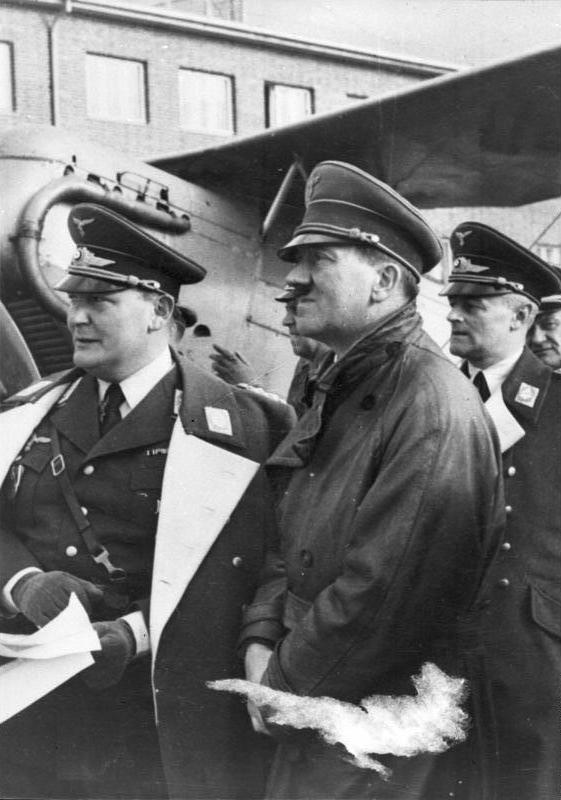
左起赫尔曼·戈林、阿道夫·希特勒和瓦尔特·韦弗

1933年9月1日，韋弗成為了帝國航空部（Reichsluftfahrtministerium）的總長，之後又擔任了空軍總參謀長，並擔任此職直至去世。韋弗是1934年當時少數提倡戰略轟炸機重要性的將領，也試著說服軍方多生產長程轟炸機，並推動多尼爾公司和容克公司研製了Do 19轟炸機和Ju 89轟炸機。不過韋弗摒棄了義大利空軍將領朱利奧·杜黑的《空權論》中宣扬恐怖轰炸重要性的观点，而具體的針對其工業進行轟炸，對於空军战略轟炸提倡以下五點的重要性：

1. 通过轰炸敌方機場與製造廠并击败进攻德軍目标的敌军飞机，以摧毀敵军空軍。
2. 藉由摧毀鐵路、公路，尤其是橋樑和隧道等重要補給線而妨礙敵人陸軍大規模兵力的行動。
3. 有效支援陸軍單位，藉由轟炸摧毀敵方陸軍，直接性地參與陸戰。
4. 藉由轟炸敵方海軍基地，保护德军海军基地，和直接性地參與海战以支援海军作战。
5. 能有效癱瘓敵軍後勤與生產單位，給予敵軍戰爭潛力上的負擔。

### 死亡與之後空軍發展

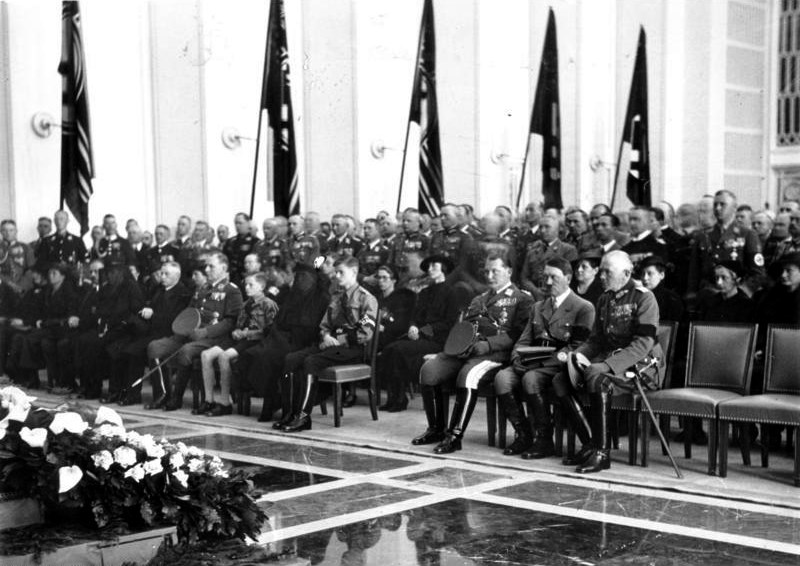
1936年6月，韋弗的葬禮場景。

1936年6月6日，韋弗從柏林搭機飛往德累斯頓，為了給空軍戰爭學院（Luftkriegsakademie）的學生演講后赶往一戰英雄卡尔·利茨曼将军的葬礼。他立即前往了柏林，而他回程所乘坐的He 70沒有經過仔細的航前檢查，副翼陣風鎖沒有解開。當飛機飛行下降時，失速水平翻滾後墜毀，韋弗與其工程師皆死亡。為紀念韋弗，第4轟炸航空團（Kampfgeschwader 4）以他的名字命名。而韋弗的兒子，同名的瓦爾特·韋弗在二次大戰中成為了一位王牌飛行員，獲得過騎士鐵十字勳章，之後在1945年4月的出擊中陣亡；另一個兒子剛瑟（Günther）於2004年去世。
韋弗死後，其他空軍戰略家如恩斯特·烏德特（Ernst Udet）和漢斯·耶順內克（Hans Jeschonnek）傾向生產小型、花費資源不多的飛機，他們認為應生產如斯圖卡轟炸機（Ju 87）等俯衝轟炸機，強調以密接支援任務為主的準則，並且是在作戰地區的戰鬥，而非依靠摧毀敵方的工業來瓦解敵對的空軍。也因此其他如He 111、Do 17和Ju 88等高速小型轟炸機相繼被研製了出來，並在戰爭初期獲得良好成果。至於Do 19轟炸機和Ju 89轟炸機的研發一直停在韋弗生前的原型機階段，之後被阿爾貝特·凱塞林所取消，有人認為韋弗主張的重轟炸機如果成為德軍主流，很可能會對1940年的不列顛空戰發揮決定性的作用，摧毀雷達設備和飛機製造廠，使德軍能夠渡海進攻英國，但這些大量生產重轟炸機的計畫在他身亡之後因為資源和技術的關係而被放棄。

## 勳章
- 一級與二級鐵十字勳章（1914年）[3]
- 霍亨索倫配寶劍皇家榮譽勳章[3]
- 巴伐利亞第四級配寶劍軍功勳章[3]
- 阿爾貝契配寶劍一級騎士勳章[3]
- 弗德里希配寶劍一級騎士勳章[3]
- 梅克倫堡二級軍功十字勳章[3]
- 梅克倫堡二級戰功十字勳章[3]
- 布倫瑞克一級與二級戰功十字勳章[3]
- 薩克森-歐内斯廷公爵二級功勳騎士十字勳章[3]
- 奧匈帝國三級軍功十字勳章[3]
- 新月鋼鐵勳章[3]
- 飛行員與觀察員章（金質鑲鑽）[4]

## 資料來源
1. ↑  Corum 1997，第138頁
2. 1 2  不列顛空戰，Edward Bishop著，星光出版社，第184頁至第185頁。
3. 1 2 3 4 5 6 7 8 9 10 11  Rangliste des Deutschen Reichsheeres. Mittler & Sohn, Berlin，第119頁
4. ↑  Jörg Nimmergut: Deutsche Orden und Ehrenzeichen bis 1945. Band 4. Württemberg II – Deutsches Reich. Zentralstelle für wissenschaftliche Ordenskunde, München 2001, ISBN 3-00-00-1396-2，第2441頁